# Guerra dos Ossos

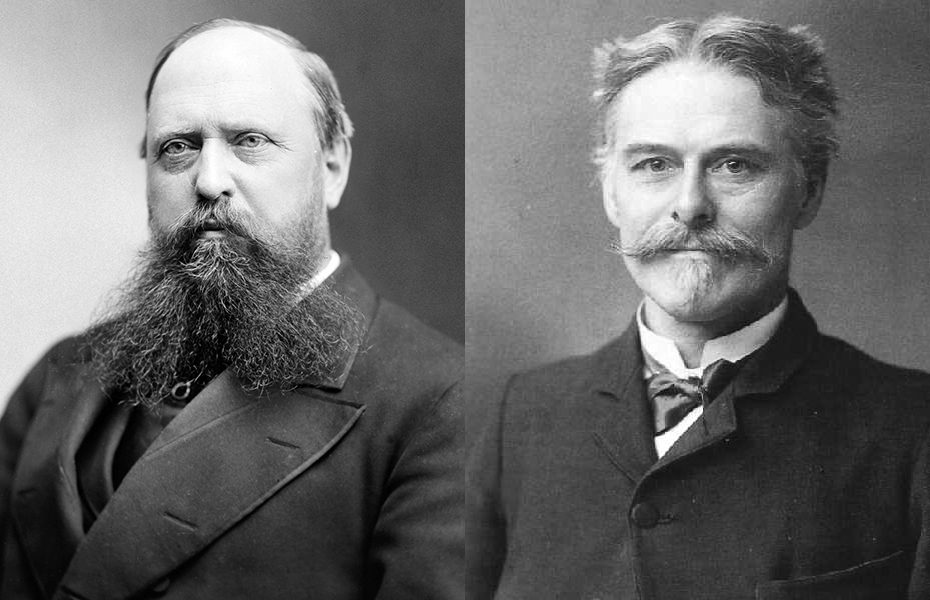
A rivalidade entre Othniel Charles Marsh (esquerda) e Edward Drinker Cope (direita) deflagrou a Guerra dos Ossos.

Guerra dos Ossos refere-se a um período de intensa especulação e descoberta de fósseis durante a chamada Gilded Age na história dos Estados Unidos, marcada por uma acalorada rivalidade entre Edward Drinker Cope, da Academy of Natural Sciences da Filadélfia, e Othniel Charles Marsh, do Museu Peabody de História Natural na Universidade de Yale. Os dois paleontólogos recorreram a métodos desonestos para se superarem, como roubos, subornos e destruição de ossos. Eles também se atacaram em trabalhos científicos, tentando arruinar a credibilidade do seu rival para deixá-lo sem financiamento para suas pesquisas.
As suas buscas por fósseis os levaram para o oeste em direção aos ricos depósitos de ossos no Colorado, Nebraska e Wyoming. Entre 1877 e 1892, ambos usaram a sua riqueza e influência para financiar suas próprias expedições e obter serviços e ossos de dinossauros de caçadores de fósseis. No final da Guerra dos Ossos, ambos esgotaram os seus recursos na busca de supremacia paleontológica.
Cope e Marsh foram economicamente e socialmente arruinados por seus esforços em desonrar um ao outro, mas as suas contribuições para a ciência e para a disciplina da paleontologia foram imensas e proveram material substancial para trabalhos futuros – ambos os cientistas deixaram muitas caixas fechadas de fósseis após suas mortes.
A disputa entre os dois levou à descoberta e descrição de mais de 136 novas espécies de dinossauros. A Guerra dos Ossos teve como resultado uma maior compreensão da vida pré-histórica e despertou o interesse público nos dinossauros, levando a uma investigação mais aprofundada dos fósseis na América do Norte durante as décadas seguintes. Foi publicada uma considerável quantidade de livros históricos e adaptações de ficção sobre este período de intensa atividade paleontológica.

## História

### Contexto
Por um tempo, Cope e Marsh foram amigos. Eles se conheceram em Berlim, em 1864, e passaram alguns dias juntos. Eles até mesmo nomearam espécies em homenagem mútua. No entanto, a relação entre eles piorou com o tempo, devido em parte à natureza temperamental de ambos. Cope era conhecido por ser agressivo e tinha um temperamento explosivo, Marsh era mais lento, metódico e introvertido. Ambos eram briguentos e desconfiados. Suas diferenças também atingiram o nível científico: Cope era um forte defensor do neolamarquismo, enquanto que Marsh apoiava a teoria de Charles Darwin da evolução por seleção natural. Mesmo quando eles eram amigos, eles tinham uma tendência a desprezar-se sutilmente. Como um observador explicou: "O nobre Edward poderia ter considerado que Marsh não era exatamente um cavalheiro. O acadêmico Othniel provavelmente considerou que Cope como não era muito profissional".

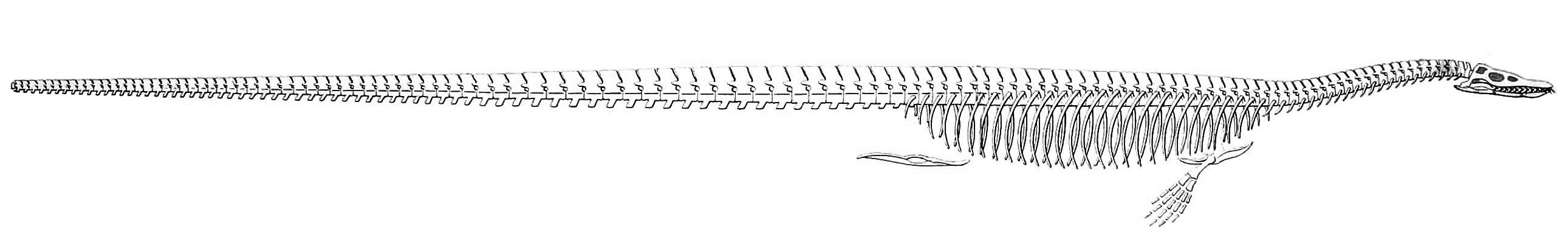
Versão equivocada do Elasmosaurus platyurus feita por Cope. A cabeça foi posta no local errado.

Cope e Marsh tinham origens muito diferentes. Cope nasceu em uma família quaker rica e influente na Filadélfia. Embora seu pai quisesse que ele trabalhasse como agricultor, Cope distinguiu-se como naturalista. Em 1864, já como membro da Academy of Natural Sciences, tornou-se professor de zoologia na Haverford College e se juntou a Ferdinand Hayden em suas expedições ao oeste. Marsh, filho de uma família de poucos recursos de Lockport, Nova Iorque, teria crescido na pobreza se não fosse a ajuda de seu tio, o filantropo George Peabody. Marsh convenceu seu tio a construir o Museu Peabody de História Natural e obteve o cargo de diretor do museu. Isso, junto com a herança que recebeu de Peabody quando ele morreu em 1869, tornou sua vida financeiramente confortável, mas, devido em parte à inflexibilidade de seu tio sobre o casamento, Marsh permaneceu solteiro por toda a vida.
Em uma ocasião, os dois cientistas tinham ido em uma expedição para coletar fósseis nos depósitos de marga, em Nova Jersey, onde William Parker Foulke tinha descoberto o holótipo do Hadrosaurus foulkii, descrito pelo paleontólogo Joseph Leidy (com base nos estudos que Cope realizou sobre anatomia comparada), esta foi uma das primeiras descobertas de dinossauros nos Estados Unidos e os poços ainda eram ricos em fósseis. Embora os dois partilhassem amigavelmente o local, Marsh secretamente subornou os operadores dos poços para trazer-lhe os fósseis descobertos, ao invés de dar a Cope. Os dois começaram a atacar-se em documentos e publicações e suas relações pessoais deterioram-se. Marsh humilhou Cope indicando que a sua reconstrução do Elasmosaurus estava com defeito, com a cabeça posicionada onde a cauda deveria estar (ou assim ele disse, 20 anos depois; foi Leidy, que publicou a correção logo depois). Cope, por sua vez, começou a coletar onde Marsh considerava seu território privativo de coleta no Kansas e Wyoming, o que piorou a relação entre os dois.

### 1872-1877: primeiras expedições
Na década de 1870, as atenções profissionais de Cope e Marsh foram atraídas para o oeste americano devido a notícias de grandes descobertas de fósseis. Usando sua influência em Washington, DC, Cope conseguiu uma colocação junto ao Serviço Geológico dos Estados Unidos, sob o comando de Ferninand Vandeveer Hayden. Embora a posição não fosse remunerada, ela oferecia a Cope uma grande oportunidade para coletar fósseis no oeste e publicar suas descobertas. O talento de Cope para a escrita dramática ajudou Hayden, que precisava conquistar a opinião pública com os relatórios oficiais da expedição. Em junho de 1872, Cope partiu em sua primeira viagem, com a intenção de observar os depósitos fossilíferos do Eoceno em Wyoming. Isso provocou um racha entre Cope, Hayden e Leidy. Era Leidy quem recebia a maior parte das coleções de Hayden até Cope se juntar a expedição e, agora, Cope estava procurando por fósseis nos territórios demarcados por Leidy. Hayden tentou aliviar a tensão com Leidy em uma carta:
"Pedi-lhe para não entrar naquele campo que você estava indo. Ele riu da ideia de estar restrito a qualquer localidade e disse que pretendia ir, se eu não o ajudasse, estava ansioso para garantir a cooperação de um trabalhador como uma honra a minha equipe. Eu não poderia ser responsável pelo campo que ele selecionou, pois não lhe pago salário e uma parte de suas despesas. Você verá, portanto, que, embora não seja agradável trabalhar em concorrência com os outros, parece quase uma necessidade. Você pode simpatizar."

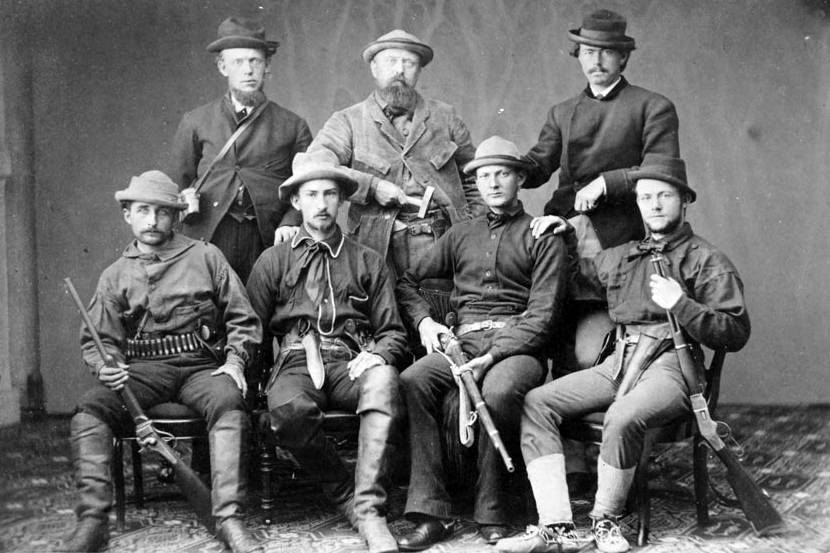
Marsh (em pé, no centro), cercado por assistentes armados em sua expedição de 1872. Marsh gastou pouco tempo no campo, geralmente delegando esta tarefa aos seus agentes.

Cope levou sua família com ele para Denver, enquanto Hayden tentava impedir Cope e Leidy de explorar a mesma área. Seguindo uma pista dada pelo geólogo Fielding Bradford Meek, Cope investigou os relatos de ossos que Meek havia encontrado nas proximidades da estação Black Buttes da linha ferroviária. Cope encontrou o lugar e alguns restos do esqueleto de um dinossauro que ele nomeou Agathaumas sylvestris. Acreditando que tinha o total apoio de Hayden e do Serviço, Cope então viajou a Fort Bridger, em junho, para descobrir que os homens, vagões, cavalos e equipamentos que esperava não estavam lá. Cope montou uma equipe de seu próprio bolso, que consistia de dois condutores, um cozinheiro e um guia, juntamente com três homens de Chicago que estavam interessados em estudar com ele. Com o tempo viu-se que dois dos homens de Cope eram de fato funcionários de Marsh. Quando o paleontólogo rival descobriu que seus homens estavam aceitando dinheiro de Cope, ficou enfurecido. Embora eles tenham tentado assegurar a Marsh que ainda eram seus funcionários (um deles sugeriu que aceitou o cargo a fim de afastar Cope dos fósseis bons), a preguiça de Marsh em solicitar acordos firmes e efetuar pagamentos podem ter incitado eles a procurarem por outro trabalho. As viagens de Cope o levaram a terrenos acidentados que apenas Hayden tinha explorado, descobrindo dezenas de novas espécies. Enquanto isso, um dos homens enviados por Marsh acidentalmente despachou parte do seu material para Cope. No recebimento dos fósseis, Cope devolveu-os a Marsh, mas este incidente danificou ainda mais a relação dos dois.
Em 1872, qualquer pretensão de cordialidade entre eles foi abandonada e, na primavera de 1873, começaram as hostilidades abertas. Enquanto isso, Leidy, Cope e Marsh estavam fazendo grandes descobertas de répteis pré-históricos e mamíferos em depósitos fossilíferos no oeste. Os paleontólogos tinham o hábito de enviar telegramas para o leste descrevendo brevemente seus achados e somente publicar as descrições mais completas quando retornassem das viagens. Entre as novas espécies descritas estavam o Uintatherium, o Loxolophodon, o Eobasileus, o Dinoceras e o Tinoceras. O problema é que muitos destes achados não eram diferentes das descobertas feita por outros; Cope e Marsh, de fato, sabiam que alguns dos fósseis recolhidos já tinham sido descoberto por outras pessoas. Por fim, verificou-se que muitos dos nomes descritos por Marsh eram válidos, enquanto nenhum dos de Cope era. Marsh também posicionou as novas espécies em uma nova ordem de mamíferos, a Cinocerea. Cope estava humilhado e era incapaz de parar as mudanças feitas pelo seu oponente. Em vez disso, publicou um extenso estudo analítico que propôs um novo modelo de classificação para os mamíferos do Eoceno, no qual descartou os gêneros de Marsh em favor dos seus. Marsh, preso a sua certeza, continuou a afirmar que todos os nomes propostos por Cope para a Dinocerata estavam incorretos.

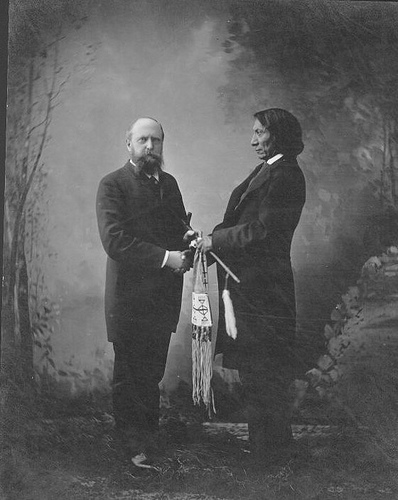
Marsh e o líder sioux Nuvem Vermelha em New Haven, Connecticut, c. 1880

Enquanto os cientistas discutiram sobre a classificação e nomenclatura, também retornavam para o oeste, em busca de mais fósseis. Marsh fez a sua última viagem patrocinada pela Universidade de Yale em 1873, com um grupo de treze alunos, protegidos por um grupo de soldados que queriam fazer uma demonstração de força para a tribo sioux. Devido a preocupações com suas expedições mais luxuosas e caras que as de anos anteriores, Marsh fez os alunos pagarem por suas próprias despesas de viagem e a expedição custou apenas 1,857.50 dólares para Yale, um valor bem abaixo dos 15 mil dólares (mais de 200 mil dólares em valores atuais) que Marsh havia pedido para expedições anteriores. Esta foi a última expedição de Marsh. Pelo resto da Guerra dos Ossos, Marsh preferiu contratar coletores locais para o serviço. Embora ele tivesse ossos o suficiente para estudar por anos, o apetite científico ainda crescia. Cope foi mais prolífico em sua coleta na temporada de 1873 do que tinha sido no ano anterior, apesar da tendência de contratação de coletores de Marsh significar que seu rival era persona non grata em Bridger. Cansado de trabalhar sob o comando de Hayden, Cope conseguiu um emprego remunerado com o Corpo Armado de Engenheiros, mas foi limitado pela associação federal; enquanto Cope tinha que ir com a prospecção, Marsh poderia coletar aonde quisesse.
Em meados da década de 1870, a atenção dos dois cientistas foram direcionadas ao Território de Dakota, onde a descoberta de ouro nas Black Hills aumentou as tensões entre nativos americanos e os Estados Unidos. Marsh, desejando os fósseis encontrados naquela região, envolveu-se nas políticas indígenas. Para ganhar o apoio do líder Nuvem Vermelha dos sioux para fazer suas pesquisas, Marsh prometeu pagar pelos fósseis encontrados e, ao retornar a Washington, fazer lobby em seu nome sobre o tratamento inadequado recebido pelos índios. No final, Marsh furtivamente retirou-se do campo e, por seus próprios apontamentos (possivelmente exacerbados), acumulou vagões cheios de fósseis, retirando-se pouco antes da chegada de um grupo hostil de miniconjou. Marsh, por sua parte, intercedeu em favor de Nuvem Vermelha junto ao Departamento do Interior e na administração federal, mas sua intenção pode ter sido para benefício próprio para ganhar reputação na administração impopular de Ulysses S. Grant. Em 1875, Cope e Marsh fizeram uma pausa em suas coletas, já sentido uma pressão financeira e pela necessidade de documentar suas descobertas acumuladas, mas novas descobertas fariam eles retornarem para o oeste antes do final da década.

### 1877-1892: descobertas em Como Bluff

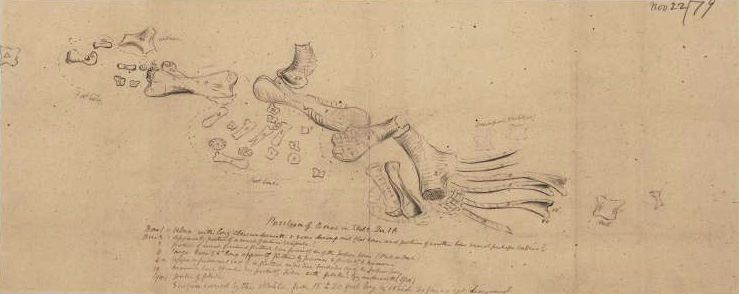
Ilustração feita por Lakes mostrando a posição dos ossos.

Em 1877, Marsh recebeu uma carta de Arthur Lakes, um professor da escola de Golden, no Colorado. Lakes relatava que enquanto caminhava nas montanhas perto da cidade de Morrison, também no Colorado, com um amigo, H. C. Beckwith, tinha descoberto grandes ossos incrustados nas rochas. Lakes descreve ainda que os ossos eram "aparentemente uma vértebra e um úmero de algum sáurio gigantesco". Enquanto aguardava uma resposta de Marsh, Lakes escavou mais ossos "colossais" e os enviou para New Haven. Como Marsh demorou a responder, Lakes também enviou um lote de ossos para Cope.
Quando Marsh respondeu a Lakes, pagou 100 dólares para um garimpeiro, pedindo-lhe segredo sobre estes achados. Depois de saber que Lakes mantivera correspondência com Cope, Marsh envia seu coletor de campo Benjamin Mudge para Morrison a fim de garantir os serviços de Lakes. No mesmo ano, em 1 de julho, Marsh publicou a descrição das descobertas de Lakes no American Journal of Science e, antes que Cope pudesse publicar suas próprias interpretações sobre a descoberta, Lakes escreveu-lhe que os ossos seriam entregues a Marsh, algo que foi um grave insulto à Cope.

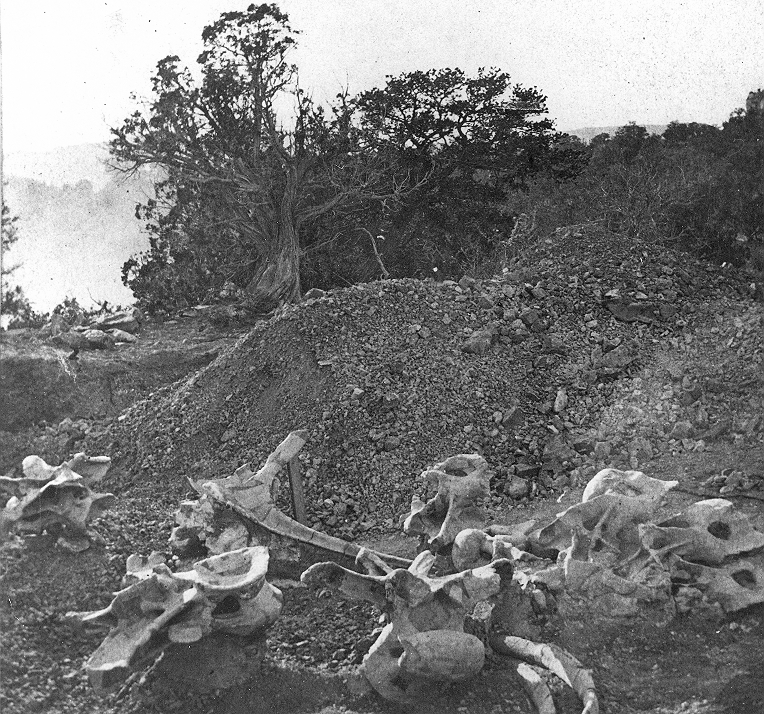
Ossos do Camarasaurus supremus sendo escavados por Oramel Lucas para Cope.

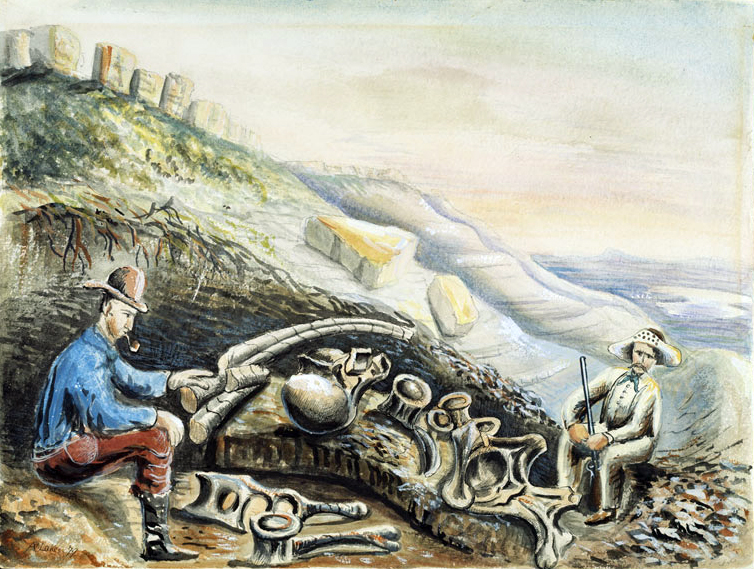
Esboço de Arthur Lakes dos membros da expedição.

Uma segunda carta chegou do oeste, desta vez para Cope. Oramel W. Lucas era um naturalista que estava coletando plantas perto de Cañon City, Colorado, quando descobriu um conjunto de ossos fossilizados. Depois de receber mais amostras de Lucas, Cope concluiu que os dinossauros eram grandes herbívoros, alegremente observando que o espécime era maior do que qualquer outro descrito anteriormente, incluindo os descobertos por Lakes. Ouvindo sobre as descobertas de Lucas, Marsh ordenou que Mudge e um ex-aluno, Samuel Wendell Williston, estabelecessem uma escavação perto da cidade de Cañon. Infelizmente para Marsh, ele foi informado por Williston que Lucas tinha encontrado os melhores ossos e recusou abandonar Cope para trabalhar para Marsh. Marsh ordenou que Williston retornasse para Morrison, onde a pequena escavação desmoronou e quase matou seus assistentes. Este obstáculo teria acabado com o fornecimento de ossos do oeste para Marsh, se não fosse por uma terceira carta, endereçada a ele.
Na época das descobertas de Lakes, a Primeira Ferrovia Transcontinental estava sendo construída em uma área remota do Wyoming. A carta enviada a Marsh era de dois homens que se identificaram como Harlow e Edwards (seus nomes verdadeiros eram Carlin e Reed), funcionários da Union Pacific Railroad. Os dois homens disseram ter descoberto grandes quantidades de fósseis em Como Bluff e avisaram que havia outras pessoas na área "que procuravam essas coisas", algo que Marsh interpretou como uma referência a Cope. Marsh enviou Williston, que acabara de chegar exausto do Kansas após o colapso da pedreira de Morrison, para Como Bluff. Seu ex-aluno enviou uma mensagem confirmando a veracidade da grande quantidade de ossos e da presença de homens de Cope na área. Para não cometer o mesmo erro que tinha feito com Lakes, Marsh rapidamente enviou dinheiro para os dois novos caçadores de ossos e apressou-os a enviar mais fósseis. Williston fecha um acordo preliminar com Carlin e Reed, que não foram capazes de descontar o cheque enviado por Marsh já que foi enviado em nome de seus pseudônimos, mas Carlin decidiu ir a New Haven para tratar diretamente com Marsh. Marsh elaborou um contrato que incluía um pagamento mensal fixo, com a possibilidade de prêmios adicionais para Carlin e Reed, de acordo com a importância dos achados. Marsh também se reservou o direito de enviar seus próprios "supervisores" para monitorar as escavações, se necessário, e aconselhou os homens a tentarem manter Cope fora da região. Embora tenha feito um encontro cara a cara, Carlin não conseguiu obter melhores condições de Marsh. O paleontólogo obteve o serviço de Carlin e Reed para os termos estabelecidos, mas a semente da discórdia e do ressentimento foram plantadas nos caçadores de ossos, por terem se sentido intimidados por Marsh para aceitar o acordo. O investimento de Marsh em Como Bluff logo produziu bons resultados. Enquanto os coletores de Marsh retornavam ao leste durante o inverno, Reed enviou vagões de ossos por via ferroviária para Marsh ao longo de 1877. Na edição de dezembro de 1877 da revista American Journal of Science, Marsh descreveu e nomeou dinossauros como o Stegosaurus, Allosaurus e Diplodocus.

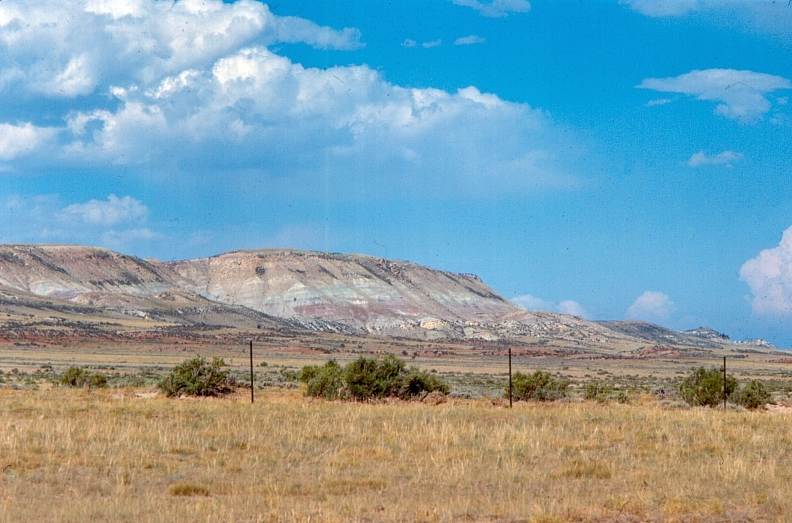
Formação Morrison em Como Bluff, Wyoming.

Apesar das precauções de Marsh para impedir que seu rival soubesse dos ricos depósitos de Como Bluff, os rumores sobre as descobertas logo se espalharam. Isto foi em parte devido a ajuda de Carlin e Reed que relataram os achados para o "Laramie Daily Sentinel", que publicou um artigo sobre as descobertas em abril de 1878, que exagerava o preço pago por Marsh pelos fósseis, possivelmente para aumentar os preços e a demanda por mais ossos. Marsh, tentando encobrir o vazamento, soube através de Williston que Carlin e reed tinha recebido a visita de um homem que trabalhava para Cope, com o nome "Haines". Após ouvir sobre as descobertas em Como Bluff, Cope enviou "ladrões de dinossauros" para a região em uma tentativa de roubar tranquilamente fósseis na área de Marsh. Durante o inverno de 1878, a insatisfação de Carlin com o enviou esporádico dos pagamentos chegou ao limite e ele começou a trabalhar para Cope.
Cope e Marsh usaram suas próprias riquezas para financiar as expedições a cada verão, passando o inverno publicando suas descobertas. Logo, pequenos exércitos de caçadores de fósseis em vagões puxados por mulas e por trem estavam enviando toneladas de fósseis para o leste. As escavações paleontológicas duraram quinze anos, de 1877 a 1892. Os trabalhadores de ambos os lados sofreram com o clima, assim como com a sabotagem e os obstáculos causados pelos funcionários do rival. Reed teve seu acesso à estação ferroviária de Como Bluff bloqueado por Carlin e foi forçado a levar os ossos de volta para a pedreira e encaixotar os espécimes na plataforma sob intenso frio. Cope enviou Carlin para abrir sua própria pedreira em Como Bluff, enquanto Marsh enviou Reed para espionar seu antigo amigo. Quando a pedreira número #4 de Reed estava exaurida, Marsh mandou limpar os fragmentos de ossos das outras pedreiras. Reed reportou que tinha destruído todos os ossos restantes para evitar que caíssem nas mãos de Cope. Preocupado que os forasteiros haviam penetrando dentro das pedreiras de Reed, Marsh enviou Lakes a Como para prestar assistência nas escavações e, em junho de 1879, ele mesmo visitou Como. Cope também excursionou suas pedreiras em agosto. Embora os homens de Marsh continuassem abrindo novas pedreiras e encontrar mais fósseis, as relações entre Lakes e Reed pioraram e ambos se demitiram em agosto. Marsh tentou acalmá-los, enviando-os para lados opostos das pedreiras, mas depois de ter sido forçado a abandonar uma pedreira no meio de uma nevasca, Lakes renunciou e voltou para o seu posto de professor em 1880. A saída de Lakes não aliviou as tensões entre os homens de Marsh; o substituto de Lakes, um ferroviário chamado Kennedy, acreditava que não precisava se reportar a Reed e disputas entre os dois fizeram com que outros funcionários de Marsh abandonassem o trabalho. Marsh tentou separar Kennedy e Reed e enviou o irmão de Samuel Williston, Frank, para Como em uma tentativa de manter a paz. Frank Williston terminou abandonando os serviços de Marsh e se juntando com Carlin. As pedreiras de Cope começaram a se exaurir e as substitutos de Carlin não mantiveram o trabalho, cessando por completo as escavações.

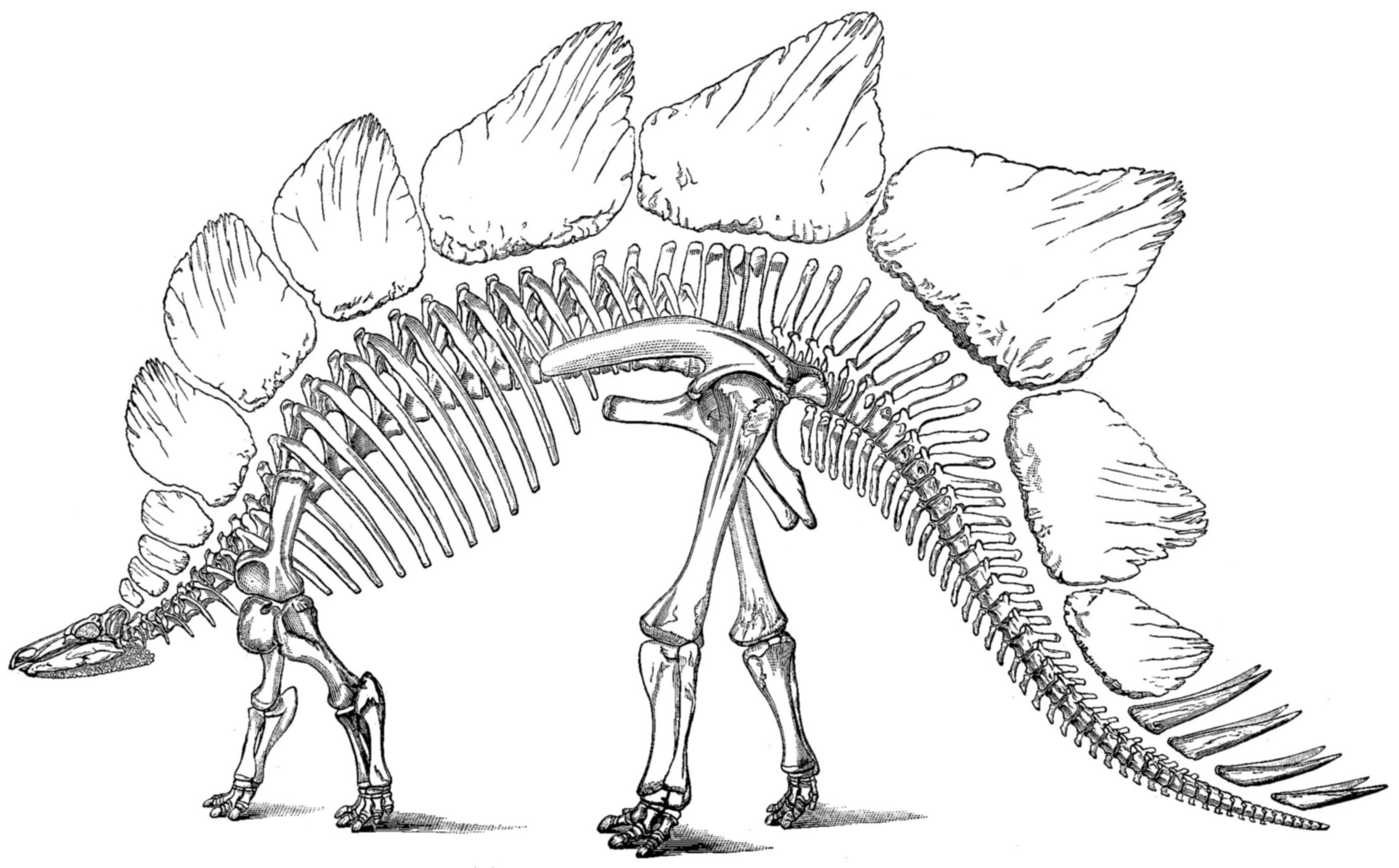
Ilustração de Marsh de 1896 do Stegosaurus, um dinossauro que ele descreveu e nomeou em 1877.

Com o avanço da década de 1880, os homens de Cope e Marsh tiveram que enfrentar uma dura concorrência de ambos os lados, assim como um terceiro interessado nos ossos. O professor Alexander Emanuel Agassiz, da Universidade Harvard, enviou seus próprios representantes para o oeste, enquanto Carlin e Frank Williston fundaram uma empresa para vender os ossos para quem pagasse o melhor preço. Reed abandonou as escavações e tornou-se pastor em 1884 e as pedreiras de Marsh em Como renderam pouco material após sua saída. Apesar destes obstáculos, no momento Marsh tinha mais pedreiras em funcionamento que Cope; Cope, que no início da década de 1880 tinha tantos ossos que poderia preencher um casa, tinha ficado para trás na corrida pelos ossos.
As descobertas de Cope e Marsh foram acompanhadas por acusações sensacionalistas de suborno, espionagem e roubo de trabalhadores e fósseis. Ambos foram tão protetores de seus sítios de escavações que destruíam ou danificavam fósseis para evitar que caíssem nas mãos do rival, ou preenchiam os fossos escavados com terra e rochas. Uma vez, quando supervisionava suas pedreiras em Como, em 1879, Marsh examinava as recentes descobertas e marcou vários fósseis para serem destruídos. Em outra ocasião, as equipes dos paleontólogos rivais se enfrentaram à pedradas.

### Disputas pessoais e últimos anos
Enquanto Cope e Marsh competiram por fósseis no oeste norte-americano, eles também fizeram o seu melhor para arruinar a credibilidade profissional um do outro. Humilhado por seu erro na reconstrução do Elasmosaurus, Cope tentou encobrir seu erro comprando todos os exemplares que pode encontrar da revista em que foi publicada reconstrução. Marsh, que foi o primeiro a apontar o erro, fez questão de divulgar a história. A saída rápida e prodigiosa de Cope nos trabalhos científicos significava que Marsh não tinha dificuldade em encontrar erros ocasionais para atacar Cope. Marsh não era de modo algum mais infalível, ele colocou o crânio na posição errada no esqueleto do Apatosaurus e o descreveu como um novo gênero, o Brontosaurus.
No final da década de 1880, a atenção pública pela competição entre Cope e Marsh enfraqueceu, já que estava mais atraída por assuntos internacionais do que sobre o "Wild West". Com a ajuda de John Wesley Powell, chefe do Serviço Geológico dos Estados Unidos, e pelo contato com os ricos e poderosos de Washington, DC, Marsh foi encarregado de um serviço do governo e ficou satisfeito de deixar os holofotes sensacionalistas. Cope estava em uma situação muito pior, tendo gasto grande parte do seu dinheiro na aquisição do The American Naturalist e teve dificuldade em encontrar trabalho, em parte devido ao seu temperamento e, por outro lado, pelos aliados de Marsh na educação superior. Cope começou a investir na prospecção de ouro e prata no oeste e enfrentou a malária e o tempo severo na procura por fósseis. Devido a problemas de mineração e da falta de apoio do governo federal, a situação financeira de Cope se deteriorou constantemente, a ponto de sua coleção de fósseis se tornou sua única posse significativa. Marsh, por sua vez, ganhou a antipatia até mesmo de seus assistentes leais, incluindo Williston, com a sua recusa em partilhar as conclusões que havia obtido a partir de suas descobertas e seus atrasos constantes nos pagamentos.
A oportunidade de Cope para explorar a vulnerabilidade da Marsh veio em 1884, quando o Congresso dos Estados Unidos começou a investigar o funcionamento do Serviço Geológico. Cope tinha amizade com Henry Fairfield Osborn, que era então professor de anatomia da Universidade de Princeton. Osborn era como Marsh em muitos aspectos, lento e metódico, mas provaria ter uma influência prejudicial sobre Marsh. Cope procurou por trabalhadores descontentes que falariam contra Powell e do Serviço. Por um momento, Powell e Marsh foram capazes de refutar com sucesso as acusações de Cope, que não tinham chegado aos ouvidos da imprensa. Osborn parecia hesitante em endurecer sua campanha contra Marsh, então Cope virou-se para outro aliado que ele tinha mencionado para Osborn, um "homem da imprensa de Nova York", chamado William Hosea Ballou. Apesar dos obstáculos às tentativas para derrubar Marsh de sua presidência da Academia Nacional de Ciências, Cope recebeu uma grande ajuda financeira depois da Universidade da Pensilvânia oferecer-lhe um cargo de professor.
Ao longo dos anos, Cope mantinha um diário feito com erros e iniquidades que Marsh e Powell haviam cometido, que foram mantidos no fundo da gaveta da escrivaninha de Cope. Ballou planejou a primeira série artigos, que se tornariam uma série de debates na imprensa entre Marsh, Powell e Cope. Embora a comunidade científica soubesse da rivalidade entre Marsh e Cope por algum tempo, o público tomou conhecimento do comportamento vergonhoso dos dois homens quando o New York Herald publicou uma reportagem com o título "Scientists Wage Bitter Warfare ("Cientistas lutam uma guerra amarga"). Segundo a autora Elizabeth Noble Shor, a comunidade científica foi galvanizada:
    
"A maioria dos cientistas da época recuou horrorizada - e continuou lendo com interesse, ao descobrir que a briga de Cope com Marsh havia finalmente se tornado notícia de primeira página. Aqueles mais próximos dos campos científicos em discussão, geologia e paleontologia de vertebrados, certamente estremeceram, principalmente quando se viram citados ou mencionados com erros ortográficos. A briga não era novidade para eles, pois havia se escondido nas reuniões científicas há duas décadas. A maioria deles já havia tomado partido."
Em artigos de jornal, Cope atacou Marsh por plágio e má gestão financeira e atacou Powell por seus erros de classificação geológica e desviou do dinheiro público. Marsh e Powell, que poderiam publicar a sua visão do assunto, jogaram suas próprias acusações contra Cope. Os artigos de Ballou eram pobremente escritos, pesquisados e lidos, e Cope vinha sofrendo com um artigo do The Philadelphia Inquirer, que sugeria que os líderes da Universidade da Pensilvânia exigiriam a renúncia de Cope, a menos que ele fornecem provas para suas acusações contra Marsh e Powell. Marsh manteve viva a história do Herald com uma réplica feroz, mas no final de janeiro a história desapareceu dos jornais e pouco mudou entre os rivais.
Nenhuma audiência no Congresso foi convocada para investigar a má alocação de fundos por Powell e nem Cope nem Marsh foram responsabilizados pelos seus erros, mas algumas das calúnias contra Marsh escritas por Ballou foram associadas com o serviço. Diante de um sentimento anti-serviço inflamado pela seca no oeste e por preocupações sobre a aquisição de propriedades abandonadas na mesma área, Powell encontrou-se sob escrutínio direto antes da Comitê de apropriações da câmara dos Estados Unidos. Nascida para agir sob o alegado uso extravagante de recursos dos fundos do Serviço feito por Marsh, o Appropriations Commitee exigiu que o orçamento do Serviço fosse detalhado. Quando sua apropriação foi cortada em 1892, Powell enviou um telegrama conciso a Marsh esperando sua renúncia, uma desfeita tanto pessoal quanto financeira. Na mesma época, muitos dos aliados de Marsh estavam aposentados ou tinham morrido, reduzindo seu crédito científico. No momento que o estilo de vida extravagante de Marsh  começou a cobrar seu preço, Cope recebeu uma posição no Serviço Geológico do Texas, embora Cope ainda estivesse se recuperando dos ataques pessoais que havia sofrido durante o caso Herald e ele não publicou seus ataques pessoais. A fortuna de Cope melhorou durante a primeira metade da década de 1890, quando foi promovido a posição de Leidy como professor de zoologia e foi eleito como presidente da Associação Americana para o Avanço da Ciência, no mesmo ano em que Marsh deixou o posto de de chefe da Acadêmia de Ciências. No final da década, entretanto, a fortuna de Cope começa a minguar uma vez mais e Marsh recupera parte de seu prestígio ao recebeu a medalha de Cuvier, a maior condecoração no campo da paleontologia.
A rivalidade entre Cope e Marsh durou até a morte de Cope em 1897, quando ambos já estavam financeiramente arruinados. Cope sofreu uma debilitante doença nos seus últimos anos e teve que vender parte de sua coleção de fósseis e alugar uma de suas casas para fazer face às despesas. Marsh teve que hipotecar sua residência e pedir um salário de subsistência para Yale. Cope lançou um último desafio antes morrer. Doou seu crânio à ciência para que pudesse medir seu cérebro, na esperança de que era maior do que o seu adversário; na época, acreditava-se que o tamanho do cérebro era a verdadeira medida da inteligência. Marsh nunca aceitou o desafio e, supostamente, o crânio de Cope ainda está preservado na Universidade da Pensilvânia. Se o crânio depositado na universidade é de Cope é disputado; a universidade relata que acredita-se que o crânio verdadeiro tenha sido perdido na década de 1970, embora Robert Bakker tenha dito que as fraturas no crânio e um relatório feito por um legista certificaram a autenticidade do mesmo.

## Legado

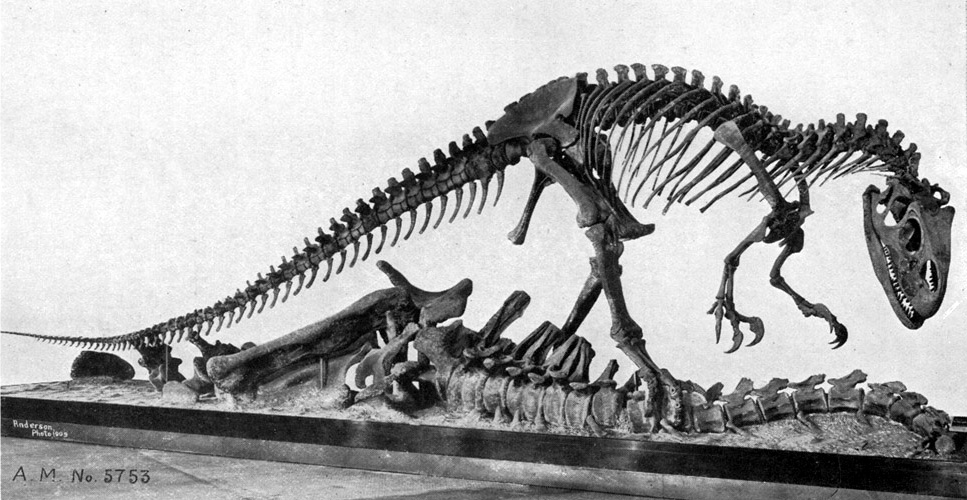
Esqueleto quase completo de Allosaurus (AMNH #5753) descoberto por caçadores de fósseis a serviço de Cope em Como Bluff em 1879. O achado não foi desencaixotado até depois de sua morte.

A se julgar puramente pelos números, Marsh "venceu" Cope na "guerra". Ambos os cientistas fizeram descobertas de valor científico incrível, mas enquanto Marsh descreveu um total de 80 novas espécies de dinossauros, Cope descreveu "apenas" 56. Nos últimos estágios do conflito, Marsh simplesmente tinha mais homens e mais dinheiro para a sua disposição que seu adversário. Cope também tinha um interesse paleontológico mais amplo, enquanto Marsh quase que exclusivamente perseguiu répteis e mamíferos fossilizados.
Várias das descobertas de Cope e Marsh são os dinossauros mais bem conhecidos, incluindo o Triceratops, Allosaurus, Diplodocus, Stegosaurus, Camarasaurus e Coelophysis. Suas descobertas acumuladas definiram o campo emergente da paleontologia; antes das descobertas de Cope e Marsh, havia apenas nove espécies de dinossauros descritos na América do Norte. Além disso, algumas de suas ideias – como o argumento de Marsh de que as aves são descendentes dos dinossauros – foram defendidas, enquanto outras – incluindo a Lei de Cope, que postula que as espécies tendem a crescer com o tempo – são vistas como tendo pouco ou nenhum mérito científico. O conflito também levou à descoberta dos primeiros esqueletos completos e do aumento da popularidade dos dinossauros ao público em geral. Como disse o paleontólogo Robert Bakker, "os dinossauros que vieram [de Como Bluff] não só encheram museus, eles encheram periódicos, livros, eles encheram a mente das pessoas".
Apesar dos seus benefícios, a guerra também teve um impacto negativo não só sobre os dois cientistas, mas também em seus companheiros de equipe e do campo da paleontologia. A animosidade pública entre Cope e Marsh danificou a reputação da paleontologia norte-americana na Europa por décadas. Além disso, a alegada utilização de dinamite e sabotagem por parte dos trabalhadores de ambos os cientistas podem ter destruído ou enterrado centenas de fósseis. Joseph Leidy abandonou suas escavações mais metódicas no oeste, vendo que não poderia manter-se com o ritmo imprudente de Cope e Marsh na busca por ossos. Leidy também se viu cansado de constantes disputas entre os dois outros cientistas, que causou sua retirada do campo, marginalizando seu próprio legado; após a sua morte, Osborn não encontrou uma única menção a Leidy nas obras dos dois rivais. Em sua pressa de superar um ao outro, Cope e Marsh aleatoriamente montavam os ossos de suas próprias descobertas. Suas descrições de novas espécies, com base nessas reconstruções, levaram à confusão e crenças equivocadas que durariam décadas depois de suas mortes.
Uma escavação realizada entre 2007 e 2008 em vários sítios de Cope e Marsh sugeriu que os danos causados pelos dois paleontólogos foram menores do que se tinham reportado. Usando desenhos de campo feitos por Lakes, pesquisadores do Museu de História Natural de Morrison, descobriram que Lakes não tinha dinamitado as pedreiras mais produtivas no Colorado; em vez disso, Lakes tinha apenas preenchido os sítios com terra. O diretor do museu, Matthew Mossbrucker, teorizou que Lakes propagou a mentira "porque ele não queria que concorrência chegasse nas pedreiras – pregando jogos mentais com o grupo de Cope".

### Adaptações
Além de ser tema de livros históricos e paleontológicos, a Guerra dos Ossos foi objeto de um romance gráfico, Bone Sharps, Cowboys, and Thunder Lizards, por Jim Ottaviani. Bone Sharps é uma obra de ficção histórica, como Ottaviani apresenta os personagens de Charles Robert Knight para Cope para fins de enredo, e outros eventos foram reestruturados. A Guerra dos Ossos foi tratada de forma mais fantástica, no livro Bone Wars de Brett Davis, em que inclui alienígenas também interessados nos ossos. Ela é também a base do jogo em cartão Bone Wars: The Game of Tuthless Paleontology produzido por Zygote Games e criado pelo escritor de ficção científica James Cambias e pela professora de biologia Diane Kelly. No jogo, os jogadores competem para reconstruir os esqueletos de dinossauros.
Em 2011, a PBS séries históricas American Experience rodou o documentário Dinosaur Wars.
No livro Dentes de Dragão de Michael Crichton, publicado pela primeira vez em 2017, a história desenrola-se em grande parte na Região Oeste (Estados Unidos), em 1876, durante a designada Guerra dos Ossos. Crichton faz intervir o herói fictício nesse tumulto da história. O protagonista William Johnson era um estudante da Universidade Yale que durante o verão daquele ano inicia a sua colaboração com um dos paleontologistas, mas que depois pelo desenrolar da acção é arrastado para trabalhar na campanha de escavação do outro, participando no achado dum fóssil importante (dentes de dinossauro).